# یشیل‌یورت (دینار)
یشیل‌یورت (به ترکی استانبولی: Yeşilyurt) یک منطقهٔ مسکونی در ترکیه است که در دینار (شهر) واقع شده‌است.